# Dryville
Dryville es un lugar designado por el censo ubicado en el condado de Berks en el estado estadounidense de Pensilvania. En el año 2010 tenía una población de 398 habitantes y una densidad poblacional de 110,5 personas por km².

## Geografía
Dryville se encuentra ubicado en las coordenadas 40°27′42″N 75°45′2″O / 40.46167, -75.75056. Según la Oficina del Censo de los Estados Unidos, Dryville tiene una superficie total de 1,39 mi² (3,6 km²), de la cual 1,39 mi² (3,6 km²) corresponden a tierra firme y 0 mi² (0 km²) es agua.